# Frederico III, Conde da Turíngia
Frederico III de Wettin (14 de dezembro de 1332 — 21 de maio de 1381) chamado o Forte ou o Valente, era filho de Frederico II de Meissen e membro da dinastia Wettin, conde de Turíngia e marquês da Mísnia (Meissen), conde de Turíngia e co-marquês da Mísnia, em 1379.

## Casamento e posteridade
Casou-se em 1344 com Catarina de Heneberga (?-1397) filha de Henrique XII de Heneberga, herdeira de numerosos senhorios que trouxe ao marido como dote: Coburgo, Neustadt, Sonneberg, Neuhaus, Rodach e outros. Tiveram quatro filhos.
1. Frederico  (?-1350).
2. Frederico I, Eleitor da Saxônia (1370-1428 Altemburgo) o belicoso ou  der Streitbare que sucedeu ao pai.

1. Guilherme II  (1371-1425), conde de Turíngia e co-marquês da Mísnia em 1381. Casado em 1413 com Amélia da Mazóvia.
2. Jorge (1380-1401), conde de Turíngia e co-marquês da Mísnia em 1381.